# Mongui Maduro
Salomon Abraham (Mongui) Levy Maduro (Curaçao, 7 april 1891 - Scharloo, 9 maart 1967) was een Curaçaose zakenman, bankier en verzamelaar. Hij vervulde tal van belangrijke publieke functies op Curaçao. Zijn  uitgebreide collectie boeken, foto’s en andere archivalia over de geschiedenis van Curaçao vormden de basiscollectie voor het in 1974 opgerichte Mongui Maduro Museum.

## Biografie
Mongui Maduro was de eerste zoon van Ephraim Salomon (Fin) Maduro en Serafina Jesurun en nazaat van de Maduro-familie, een van de oudste families van Curaçao. Hij was amper twee jaar oud toen zijn vader stierf. Hij werd opgevoed door zijn oom Emanuel (Manchi) Salomon Maduro en zijn grootmoeder Rebecca (Mama Ricot) Curiel.
In 1908 trad Mongui Maduro toe tot het familiebedrijf SEL Maduro & Sons. Hij begon als junior directeur en later werd hij directeur, een functie die hij bekleedde tot aan zijn dood in 1967. In 1919 werd hij benoemd tot directeur van Maduro’s Bank. Deze bank was opgericht in 1916 en was gevestigd in hetzelfde gebouw als SEL Maduro & Sons in Punda, Willemstad. Maduro's Bank was de voorloper van Maduro & Curiel's Bank.

## Publieke functies
Mongui Maduro vervulde vele belangrijke maatschappelijke functies. De voornaamste waren:
- Consulair agent van Frankrijk en Portugal op Curaçao, 1949-.. en deken van het  Curaçaose corps consulaire
- Plaatsvervangend rechter Hof van Justitie Curaçao, 1942-1958
- Lid Koloniale raad, 1933-1938
- Lid en voorzitter Kamer van Koophandel Curaçao
- Oprichter en voorzitter Alliance Française (1955-1967)
- Bestuurslid/oprichter Curaçaosch Museum
- President Sefardisch Joodse Gemeenschap Mikvé Israël

Maduro was drager van verschillende ridderorden, waaronder officier in de Orde van Oranje-Nassau, Orde van Christus, Orde van de Bevrijder en Orde van de Zwarte Ster; lid 3de klasse in de Orde van Francisco de Miranda en ridder in het Legioen van Eer.

## Mongui als verzamelaar

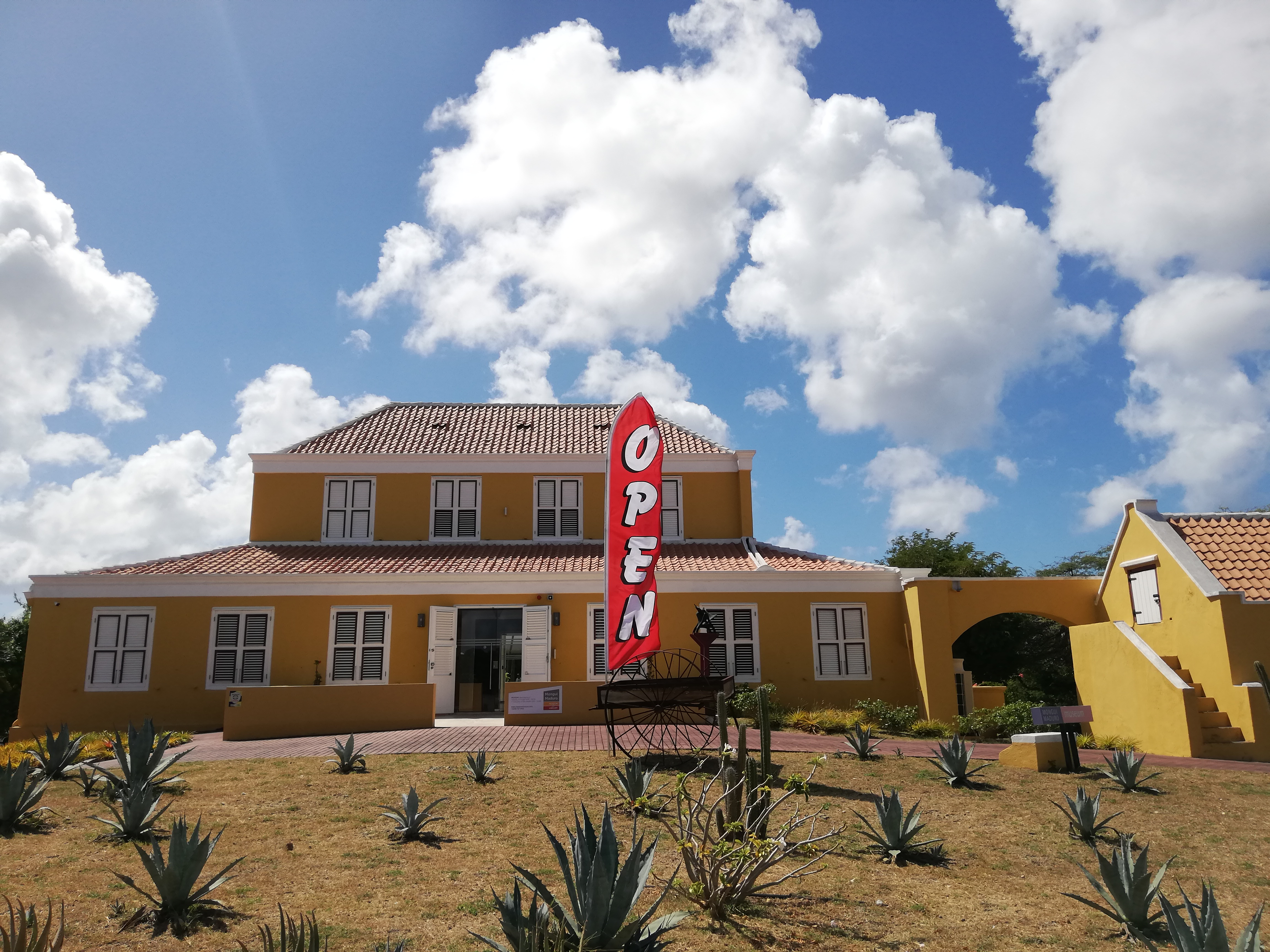
Mongui Maduro museum in Landhuis Rooi Catootje

Al op veertienjarige leeftijd raakte Mongui Maduro gefascineerd door de Curaçaose geschiedenis. Hij begon met het verzamelen van documenten en andere archivalia. Gedurende zijn gehele leven bleef hij een verwoed verzamelaar.
Naast zijn veeleisende zakelijke verantwoordelijkheden en zijn vele andere activiteiten vond hij tijd om zijn verzameling documenten, boeken, manuscripten, archivalia en tijdschriften met betrekking tot Curaçao en Nederlands-Indië uit te breiden. Hij kocht een exemplaar van elk boek, tijdschrift of krant met als onderwerp Curaçao  of de Nederlandse Antillen dat werd gepubliceerd of door lokale auteurs werd geschreven en voegde deze werken toe aan zijn verzameling. Daarnaast verzamelde hij alledaagse dingen zoals kalenders en uitnodigingskaarten, programma's en menu's die inzicht geven in het dagelijks leven in zijn tijd. Verder verzamelde hij ansichtkaarten, postzegels, bankbiljetten en munten van de Nederlandse Antillen. Historici, journalisten en andere onderzoekers maakten dankbaar gebruik van zijn verzamelingen.
Maduro was gehuwd met Rachel Louise Brandao en stierf op 9 maart 1967 in zijn woning, Scharlooweg 104. Na zijn dood zette zijn dochter Ena Dankmeijer-Maduro (1920-2016) zijn werk voort. Zij gebruikte de collecties van haar vader als basiscollectie voor de in 1974 opgerichte Mongui Maduro Bibliotheek. Hiervoor kreeg zij in 2010 de Zilveren Anjer uitgereikt.